# Beroroha (Distrikt)

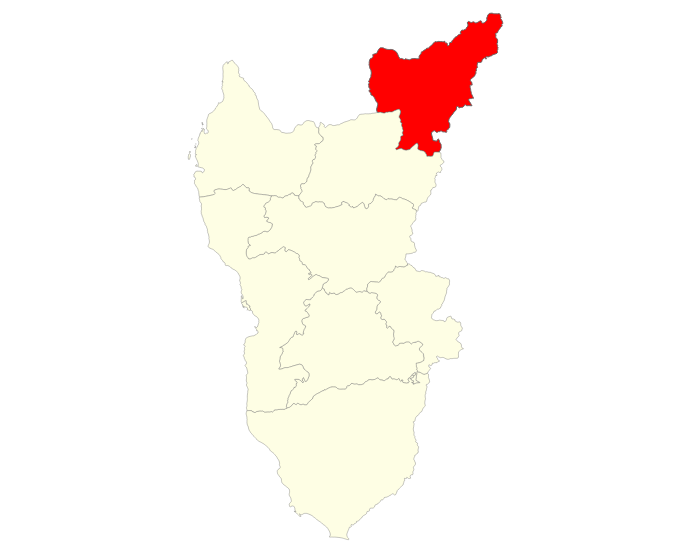
Lage des Distrikts Beroroha in der Region Atsimo-Andrefana

Der Distrikt Beroroha ist eine Verwaltungseinheit in der Region Atsimo-Andrefana im Süden von Madagaskar. Im Jahre 2014 hatte sie Schätzungen zufolge etwa 46.948 Einwohner. Sie verwaltet ein Gebiet von 7320 km², auf dem die folgenden Gemeinden liegen: Behisatsy, Bemavo, Beroroha, Fanjakana, Mandronarivo, Marerano, Sakena, Tanamary.